# Ярославів Вал, 19/31
Будинок № 19/31 (колишній будинок працівників Наркомату внутрішньої торгівлі УСРР) — житловий будинок, розташований у Києві, на розі вулиць Ярославів Вал і Олеся Гончара.
Будинок — один із прикладів становлення радянського класицизму у перехідний період в архітектурі 1930-х років.

## Історія ділянки
У другій половині ХІХ сторіччя на ділянці розташовувались дві окремі садиби — № 19 і 21. Вони належали різним власникам. Садиби забудували одно- і двоповерховими спорудами. Одну із садиб займало товариство опіки тварин із ветеринарною лікарнею й амбулаторією.
Близько 1922 року садиби націоналізували більшовики. 1935 року будинки знесли, а ділянку виділили під житло працівників Наркомату внутрішньої торгівлі УСРР. Проєкт будівлі розробили архітектори Д. Богуславський, Ю. Корбін та В. Онащенко з Третьої архітектурної майстерні Київської міської ради. Їм також належить проєкт житлового будинку Раднаркому УРСР на Інститутській вулиці. 1937 року будинок завершили і ввели в експлуатацію.
У листопаді 1943 року, під час звільнення Києва від німецьких окупантів, будинок згорів. Після війни його відбудували.
У 1960-х роках у будинку мешкав український поет Леонід Кисельов (1946—1968) разом зі своїм батьком.

## Архітектура
Будинок цегляний, тинькований, Г-подібний у плані. З боку вулиці Ярославів Вал має п'ять поверхів, з боку вулиці Олеся Гончара — шість. На сходовому майданчику запроєктовано по дві квартири, первісно з двома і трьома кімнатами, згодом від однієї до чотирьох кімнат.
Вирішений у стилі радянського класицизму. Композиція асиметрична. Складається із трьох частин: семиповерхового наріжжя і двох крил. Акцентом виступає наріжна частина. Вона завершується аттиковим поверхом. Фасади виділені ритмом сходових кліток. Їх фланкують пілястри з капітелями, орнаментовані стилізованим листям аканта. Горизонтально площини стін розчленовані гуртами на три яруси.
Балкони оздоблені масивними балюстрадами. Прямокутні вікна обрамлені ледь помітною ордерністю.